# 作物生物学国家重点实验室
作物生物学国家重点实验室是位于中国山东省泰安市于1999年1月开始筹建的国家重点实验室，隶属于山东农业大学，是山东省省属高校的第一个国家重点实验室。实验室依托山东农业大学作物学、园艺学、生物学3个一级学科博士点和3个博士后流动站以及作物栽培学与耕作学和果树学2个国家级重点学科。
作物生理学和生态学领域主要侧重于黄淮海地区主要作物的生理和生物化学基础、产量和质量，以及作物根和生长的协调机制。以及作物与环境因素之间的相互作用机制。还有有效利用农业资源的生理机制和控制方法。

## 组建基础
20世纪50年代“大跃进”影响下，曾有大量的涉农高校与科研院校成立小麦玉米等作物实验室，但是多数实验室之后取消。山东农学院则长时间在研究小麦苹果等作物，培育了一批学者，其中留校的学者逐渐形成了由三名院士带领的科研团队。
束怀瑞、于振文、余松烈三名院士与其他学者组成研究团队，衍生出了农业部“小麦栽培生理与遗传改良重点开放实验室”和山东省“植物遗传工程重点实验室”、“果树生物学重点实验室”、“植物分子生物学重点实验室”。作物生物学国家重点实验室以四个重点实验室为基础组建，于1999年开始筹建，2003年经科技部批准为首批省部共建国家重点实验室培育基地，2006年通过了科技部组织的生命科学国家和部门重点实验室的评估。2007年批准为国家重点实验室。

## 研究方向
该实验室主要研究小麦，玉米，苹果等农作物，确定了以下三个研究方向：
| 作物生理生态   | 作物产量和品质形成机理与调控     |
| 作物生理生态   | 作物根系对地上部调控的生理机制   |
| 作物生理生态   | 作物抗逆性调控的生理机制         |
| 作物种质创新   | 作物优异基因挖掘、种质创新与利用 |
| 作物种质创新   | 果树重要农艺性状的基因挖掘与利用 |
| 作物分子生物学 | 作物产量、品质形成的分子基础     |
| 作物分子生物学 | 作物应答逆境胁迫的分子基础       |

## 研究队伍
实验室现有固定人员76人，其中68人是研究人员，在68人中有53人是教授、12人是副教授、53人是博士生导师。另有5人是技术人员、3人是管理人员。
- 2人是中国工程院院士；
- 1人成为“长江学者”特聘教授；
- 3人经国家自然科学基金委员会评审获得国家杰出青年基金；
- 1人被列入国家“万人计划”；
- 9人被中华人民共和国人事部认定为国家“百千万人才工程”第一、二层次人才；
- 24人被山东省相关部门聘为泰山学者特聘教授；
- 8人被评为国家和省部级突出贡献中青年专家；
- 2个团队被评为教育部“长江学者创新团队”[17]。